# نانسي غيليسبي
نانسي غيليسبي (بالإنجليزية: Nancy Gillespie)‏ هي كاتِبة أسترالية، ولدت في 10 مارس 1948.